# Acacia nigra
Acacia nigra é uma espécie de leguminosa do gênero Acacia, pertencente à família Fabaceae.